# Tocuyo
Tocuyo je řeka v severozápadní části Venezuely. Měří 440 km a je nejdelším venezuelským přítokem Karibského moře.
Řeka pramení v Andách v nadmořské výšce 3 652 m n. m.. Její tok tvoří část hranice mezi státy Lara a Falcón. Nedaleko města Tocuyo de la Costa se vlévá do zálivu Golfo Triste. 
Povodí řeky náleží k ekoregionu suché lesy Lara-Falcón. Pěstuje se zde cukrová třtina a aloe pravá, voda z Tocuya je využívána k zavlažování polí.  
Řeka byla důležitou cestou pro pronikání conquistadorů do jihoamerického vnitrozemí a v roce 1545 bylo na jejím břehu založeno jedno z nejstarších venezuelských měst El Tocuyo.